# Raffaele Armenise
Raffaele Armenise, né le 19 mars 1852 à Bari et mort le 14 janvier 1925 à Malgrate, est un peintre, graveur et scénographe italien, peignant principalement des sujets d'histoire et de genre. 

## Biographie
Raffaele Armenise étudie d'abord la peinture à Bari sous la direction de Nicolo Zito, puis à l'Institut des Beaux-Arts de Naples, où il est influencé par Domenico Morelli et Gennaro Ruo. En 1881, il épouse la fille du peintre Borsino di Milan, qui possède l'une des premiers imprimeries couleurs (oléographiques) en Italie. Armenise déménage à Milan en 1880 pour travailler avec son beau-père.
Parmi les œuvres d'Armenise figurent : Dall 'Usuraio Ebreo acheté par la Banque de Naples ; Il Vaticano vendu à Gênes ; Lo scolto troppo caro ; La prova del veleno ; I Libertini, exposé à l'Exposition de Turin en 1880. À Milan, il peint de nombreuses miniatures : La Visita a Sua Eminenza acquise par le Museo Revoltella de Trieste ; I compari di San Giovanni ; La Famiglia del Cieco et L'Infanzia achetés par le Mitchell Museum of New Orleans ; et Sua Eminenza in campagna. 
En 1899, il achève les décorations du Teatro Petruzzelli de Bari (détruit par un incendie en 1991), dont le rideau de scène représentant l'entrée d'Orseolo II à Bari après sa libération des Sarrasins. Il travaille avec le sculpteur Pasquale Duretti pour achever la grande fresque du plafond central du théâtre qui représentait les allégories de la musique, de la danse et de la poésie, et quatre grands médaillons représentant des compositeurs célèbres des Pouilles - Giacomo Tritto, Luigi Capotorti, Giacomo Insanguine et Salvatore Fighera — ainsi que cinq médaillons plus petits représentant des sujets variés. À Milan, Armenise est également  illustrateur. 

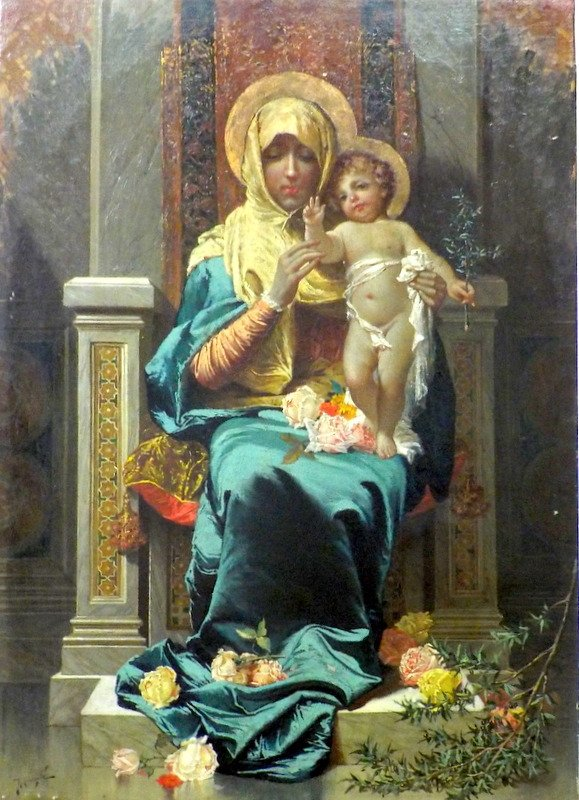
Notre-Dame des Roses - (Vierge à l'enfant bienfaisant) - année: 1881-1890